# Equipo de Fed Cup de Ucrania
El Equipo de Copa Billie Jean King de Ucrania es el equipo representativo de Ucrania en la máxima competición internacional a nivel de naciones del tenis femenino. Su organización está a cargo de la Ukrainian Tennis Federation.

## Historia
Su mejor actuación en la Billie Jean King Cup: Alcanzar el Grupo Mundial en 2010 por primera vez en su historia. Antes de esta fecha las ucranianas compitieron bajo la Unión Soviética.